# Dichterzunft
Dichterzunft (russisch Цех поэтов/ Zjech poetow) hieß die 1911 von Nikolai Gumiljow gegründete russische Dichtergruppe, die den Akmeismus vertrat.
Ihr gehörten unter anderem Anna Achmatowa, Ossip Mandelstam, Michail Kuzmin, Irina Odojewzewa und Sergei Gorodezki an. Ab 1913 gaben sie die Zeitschrift „Apollon“ heraus, in der Gedichte und theoretische Artikel erschienen.